# Hanns Arens
Hanns Arens (* 18. April 1901 in Schwabstedt; † 10. September 1983 in München) war ein deutscher Schriftsteller, Lektor, Verleger und Kritiker.

## Leben
Arens war Lektor unter anderem für den Insel-Verlag und Kindler. Auch entwickelte er früh eine rege Veröffentlichungstätigkeit eigener Bücher bezüglich Literaturthemen. Anfang der 1950er-Jahre zog er nach München, wo er bis zu seinem Tod lebte. Er war der Vater des Schriftstellers Axel Arens.
Hanns Arens gehörte Ende der 1920er-Jahre zu den Entdeckern und Förderern von Karl Heinrich Waggerl. In seinen Publikationen beschäftigte er sich ferner besonders mit Stefan Zweig und seit er dort wohnte mit der Stadt München.

## Briefe
- 11 Briefe Friedrich Griese an Hanns Arens, 17. Februar 1944 bis 24. April 1950[2]

## Werke

### Als Autor
- Stefan Zweig. Der Mensch im Werk. Ktystall Verlag, Wien, 1932
- Stefan Zweig. Sein Leben, sein Werk. Bechtle, Esslingen 1949
- (Mit Karl Heinrich Waggerl) Kleines Erdenrund. Ein Buch mit dem Dichter und über ihn von Hanns Arens. Langewiesche-Brandt, Ebenhausen 1951
- (Mit Karl Heinrich Waggerl) Vagabund an der Leine. Ein Streifzug durch Leben und Werk des Dichters. Unternommen von Hanns Arens. Ullstein, Frankfurt/M. 1962
- Begegnungen mit Hans Carossa. Passavia, Passau [1967]
- Unsterbliches München. Streifzüge durch 200 Jahre literarischen Lebens der Stadt. Bechtle, München/Esslingen 1968 (Umfangreiches Hauptwerk)

### Als Herausgeber
- Das fröhliche Buch deutscher Dichter. Mit einem Geleitwort von Hans Hinkel, Graz: Steirische  Verlagsanstalt 1942
- Märchen deutscher Dichter der Gegenwart. München, Goldmann 1964
- Einladung nach München. Langen/Müller, München 1968
- Stefan Zweig im Zeugnis seiner Freunde. Langen/Müller, neue, erw. Ausg. München 1968
- Die schöne Münchnerin. Desch, München u. a. 1969
- Prinz und Demokrat. Konstantin von Bayern. Langen/Müller, München 1970
- Der große Europäer Stefan Zweig. Fischer-Taschenbuch-Verlag, Frankfurt am Main 1981

### Als Verleger
- Friedrich Griese: Oesau. Unsere Jagdflieger. Ihr Leben und Ihre Leistungen in Einzeldarstellungen. Im Auftrage des Reichsmarschalls herausgegeben vom General der Jagdflieger. Heft 2. Berlin-Herrlingen: Hanns Arens Verlag 1943 [1944].

## Nachlass
Ein Teil des literarischen Nachlasses von Hanns Arens liegt im Literaturarchiv der Monacensia im Hildebrandhaus. Ein weiterer Teil liegt im Deutschen Literaturarchiv in Marbach.